# Pristova
Pristova este o localitate din comuna Dobrna, Slovenia, cu o populație de 115 locuitori.